# Syntomeida ferox
Syntomeida ferox är en fjärilsart som beskrevs av Walker 1854. Syntomeida ferox ingår i släktet Syntomeida och familjen björnspinnare. Inga underarter finns listade i Catalogue of Life.